# Meibomia tiliifolia
Meibomia tiliifolia là một loài thực vật có hoa trong họ Đậu. Loài này được (D. Don) Kuntze mô tả khoa học đầu tiên năm 1891.